# 仄起式
仄起式是一種詩的格式。一般來說，仄起式的詩在第一行第二字為仄聲字，而律詩即以第一行第二字決定平起或仄起。

## 基本格律
以下分別列出五言詩和七言詩的基本格律，並未計算救拗等不依常格的情況。
注意一：下述標有「（韻）」的地方表示必須押韻，標有「（不）」的地方表示不可用韻。
注意二：下方全首爲律詩。若是絕句，則不理會後四句，只計算前四句即可。

### 五言詩
以五言詩而言，「仄起式」有以下兩種基本格律：

#### 仄起首句入韻式
仄仄仄平平（韻），　平平仄仄平（韻）。

平平平仄仄（不），　仄仄仄平平（韻）。

仄仄平平仄（不），　平平仄仄平（韻）。

平平平仄仄（不），　仄仄仄平平（韻）。

#### 仄起首句不入韻式
仄仄平平仄（不），　平平仄仄平（韻）。

平平平仄仄（不），　仄仄仄平平（韻）。

仄仄平平仄（不），　平平仄仄平（韻）。

平平平仄仄（不），　仄仄仄平平（韻）。

### 七言詩
以七言詩而言，「仄起式」有以下兩種基本格律：

#### 仄起首句入韻式
仄仄平平仄仄平（韻），　平平仄仄仄平平（韻）。

平平仄仄平平仄（不），　仄仄平平仄仄平（韻）。

仄仄平平平仄仄（不），　平平仄仄仄平平（韻）。

平平仄仄平平仄（不），　仄仄平平仄仄平（韻）。

#### 仄起首句不入韻式
仄仄平平平仄仄（不），　平平仄仄仄平平（韻）。

平平仄仄平平仄（不），　仄仄平平仄仄平（韻）。

仄仄平平平仄仄（不），　平平仄仄仄平平（韻）。

平平仄仄平平仄（不），　仄仄平平仄仄平（韻）。